# Dialektický materialismus
Dialektický materialismus (zkráceně diamat) je filozofický směr založený na učení Karla Marxe a Friedricha Engelse, který je postaven na organické jednotě materialistického pojetí světa a dialektiky a je součástí marxismu. Jeho aplikací na dějiny lidstva vznikl historický materialismus.

## Státní ideologie
V bývalém Sovětském svazu byl dialektický materialismus použit jako součást oficiální filozofie[nenalezeno v uvedeném zdroji] a fungoval jako státem přikázaný filozofický systém. Sovětská vláda rdousila jakékoliv svobodné filozofické studium.

## Základní charakteristika
Dialektický materialismus nabízí řešení některých základních filozofických otázek: vztah bytí a vědomí, otázka pohybu, problém hmoty. Přitom chápe hmotu za prvotní: Teprve na určitém vyspělém stupni organizace hmoty může dojít ke vzniku vědomí – totiž lidského mozku. A tak všechno duchovno lze zredukovat (převést) na materiálno.
Takovýto monismus (výklad světa z jedné substance – zde z hmoty) modifikuje i otázku poznání. Dialektický materialismus odmítá veškerý agnosticismus či gnozeologický skepticismus a tvrdí, že svět je poznatelný proto, že bytí i vědomí jsou stejné substance (materie, hmota). Proto podle něj mizí problém poznatelnosti světa a – protože se jedná o dějinný proces – zbývá jen otázka, kolik je toho už poznaného a kolik je ještě třeba poznat.
Svět však nelze chápat jako hotový, který by lidské vědomí mělo pouze poznat v jeho neměnnosti. Naopak svět je neustálá změna, neboť člověk je ve světě jako činný subjekt. Praxe je dalším ústředním pojmem diamatu. Svět je sice řízen přírodními zákonitostmi, ale člověk je v rámci oněch zákonitostí schopen realitu měnit. Pravda se nenachází hotová, ale musí se vydobývat praxí (prací). Praxe (otázka „K čemu?“) je pro dialektické materialisty jediným kritériem pro otázku pravdivosti. Pravdivé bylo pro ně to, co slouží společenskému růstu.
Spojením bytí a vědomí (vzájemné působení hmoty na vědomí a zároveň vědomí na hmotu), které jsou v podstatě tímtéž, se podle dialektického materialismu překonává Kantovo dělení na svět jevů a svět o sobě, protože skutečný svět v dialektickém marxismu je zde pro vědomí. (Mluví-li se o dialektice, myslí se právě na onen vztah mezi bytím a vědomím, kdy dochází k neustálému vzájemnému střetávání a působení.)

## Materialistická dialektika
V marxisticko-leninské filosofii je materialismus spjat organicky s dialektikou, stal se materialismem dialektickým. Marx a Engels se při vytváření svého učení opírali o Hegelovu dialektiku, jež byla zásadně přetvořena. Jestliže u Hegela je vývoj vlastní absolutní ideji, jejímž ztělesněním je okolní svět, pak materialismus chápe dialektiku našeho myšlení jako obraz materiálního světa. V Hegelově filosofii je vývoj světa omezen (za vrchol společenského vývoje považoval konstituční monarchii, za nejvyšší etapu vědy — svůj vlastní filozofický systém apod.), naproti tomu v marxistické filozofii je vývoj k novému pojat jako neomezený a nikdy neukončený, jako neoddělitelná vlastnost všech jevů skutečnosti.
Marxistická filozofie se nazývá materialistickou, protože vychází z uznání hmoty jako jediného základu světa a vědomí považuje za vlastnost vysoce organizované hmoty — mozku, za nejvyšší formu odrazu objektivního světa. Materialistická dialektika a filozofický materialismus jsou nerozlučně spjaty a navzájem se prostupují jako dvě stránky jednotného filozofického učení marxismu. Rozdíl mezi nimi je v tom, že mluvíme-li o materialismu, klademe důraz na vztah hmoty k vědomí, na pojetí hmoty, na učení o materiální jednotě světa, na analýzu forem existence hmoty atd.; mluvíme-li o materialistické dialektice, klademe do popředí učení o všeobecných souvislostech a zákonitostech pohybu a vývoje a jejich odrazu v lidském vědomí.

## Ideologická literatura
Za socialismu hrála značnou úlohu v ideové výchově mládeže učebnice dialektického a historického materialismu, připravěna F. Konstantinovem (vedoucí autorského kolektivu) spolu se A. G. Spirkinem a M. N. Rutkevičem.